# Eberhard Bartke
Eberhard Bartke (* 18. Februar 1926 in Berlin; † 17. November 1990 ebenda) war ein deutscher Kunstwissenschaftler und Museumsleiter. Er war von 1975 bis 1983 Direktor der Berliner Nationalgalerie und von 1976 bis 1983 Generaldirektor der Staatlichen Museen zu Berlin im Ostteil der Stadt.

## Leben
Der Sohn eines Malers Eberhard Bartke wurde nach dem Abschluss der Oberschule zum Reichsarbeitsdienst und im Juni 1944 in die deutsche Wehrmacht eingezogen. Bis Kriegsende kämpfte er im Zweiten Weltkrieg und wurde schwer verwundet. 1946 kehrte er nach Berlin zurück und begann ein Studium an der Hochschule für Formgestaltung in Berlin-Weißensee, welches er jedoch nicht abschloss.
1947 trat Bartke in die SED ein und war 1948/49 Organisationsleiter der SED-Grundorganisation an der Hochschule Berlin-Weißensee. Von 1949 bis 1952 war Bartke Lehrer an der SED-Kreisparteischule in Berlin-Kaulsdorf und Mitarbeiter der SED-Kreisleitung. Von März bis Dezember war er Leiter der SED-Betriebsparteischule bei den Elektro-Apparate-Werken in Treptow.
1953/54 war Bartke Aspirant am Institut für Gesellschaftswissenschaften beim Zentralkomitee der SED und legte das Staatsexamen ab. Bis 1958 absolvierte er eine zweite Aspirantur an der Akademie für Gesellschaftswissenschaften beim Zentralkomitee der KPdSU in Moskau und wurde promoviert. Von 1958 bis 1961 war Bartke stellvertretender Lehrstuhlleiter für Theorie und Geschichte der Literatur und Kunst und Dozent am Institut für Gesellschaftswissenschaften in Berlin.
Von 1959 bis 1962 war Bartke Mitglied der Zentralleitung und Vorsitzender der neuen Sektion Kunstwissenschaft im Verband Bildender Künstler der DDR (VBK). 1961 wurde er Hauptreferent im Ministerium für Kultur der DDR. 1962 musste sich Bartke in einem Parteiverfahren verantworten, weil er in der sogenannten Heinrich-Witz-Kontroverse die Kulturpolitik Walter Ulbrichts stark kritisiert hatte.
Ab 1962 war Bartke Abteilungsleiter des Bereiches Bildende Kunst und Museen im Ministerium für Kultur der DDR und Gastprofessor an der Hochschule für Formgestaltung in Berlin-Weißensee. Von 1974 bis 1978 war er Vizepräsident des VBK.
Ab 1975 war Bartke Direktor der Nationalgalerie und von 1976 bis 1983 Generaldirektor der Staatlichen Museen zu Berlin. 1979 wurde ein weiteres Parteiverfahren gegen ihn eröffnet. 1988 wurde Bartke wegen fortgesetzter Kritik an der Kulturpolitik der DDR aus dem VBK ausgeschlossen. 
Seine letzte Ruhe fand er auf dem Waldfriedhof Müggelheim.